# SN 2007ip
SN 2007ip – supernowa typu Ia odkryta 10 września 2007 roku w galaktyce A013508+3601. W momencie odkrycia miała maksymalną jasność 19,70m.